# Chrośnica (województwo dolnośląskie)
Chrośnica (niem. Ludwigsdorf) – wieś w Polsce położona w województwie dolnośląskim, w powiecie karkonoskim, w gminie Jeżów Sudecki.

## Demografia
Chrośnica liczy 181 mieszkańców (III 2011 r.).

## Podział administracyjny
W latach 1975–1998 miejscowość administracyjnie należała do województwa jeleniogórskiego.

## Położenie
Znajduje się w Górach Kaczawskich, w dolinie potoku Lipka (Chrośnicki Potok) pomiędzy Grzbietem Północnym a Grzbietem Południowym. Miejscowość jest położona około 15 km od Jeleniej Góry.

## Nazwy historyczne
- 1305 – Ludwigsdorf
- 1677 – Luschdorf
- 1726 – Ludwigsdorff
- 1765 – Ludewigsdorf
- 1786 - Ludwigsdorf
- 1840 – Lutschdorf, Ludwigsdorf
- 1945 – Ludwików
- 1946 - Chrośnica[4]

## Zabytki
Do wojewódzkiego rejestru zabytków wpisane są obiekty:
- kościół pw. św. Jadwigi, z XIV-XV w., przebudowany w XIX w.
- cmentarz przykościelny

inne zabytki:
- pięć starych monolitowych krzyży wmurowanych w mur kościoła i cmentarza przykościelnego, które opisywane są często jako tzw. krzyże pokutne (pojednania); jest to jednak tylko  hipoteza nie poparta żadnymi dowodami lecz wyłącznie nieuprawnionym założeniem, że wszystkie stare kamienne monolitowe krzyże, są krzyżami pokutnymi (pojednania)[6]; w rzeczywistości powód fundacji krzyży może być różnoraki.